# París-Tours 2008
La París-Tours 2008 es la edición 102.ª de la París-Tours que se disputó el 12 de octubre de 2008 con una distancia de 252 km. El vencedor final fue el belga Philippe Gilbert del equipo Française de Jeux.

## Clasificación final
| Pos. | Ciclista         | Equipo                       | Tiempo     |
| ---- | ---------------- | ---------------------------- | ---------- |
| 1.   | Philippe Gilbert | Française de Jeux            | 5h 47' 43" |
| 2.   | Jan Kuyckx       | Landbouwkrediet-Tönnisteiner | m. t.      |
| 3.   | Sébastien Turgot | Bouygues Telecom             | m. t.      |
| 4.   | Nicolas Vogondy  | Agritubel                    | m. t.      |
| 5.   | Tyler Farrar     | Garmin Chipotle              | + 4"       |
| 6.   | Robbie McEwen    | Silence-Lotto                | m. t.      |
| 7.   | Erik Zabel       | Team Milram                  | m. t.      |
| 8.   | Daniele Bennati  | Liquigas                     | m. t.      |
| 9.   | Kristof Goddaert | Topsport Vlaanderen          | m. t.      |
| 10.  | Tom Boonen       | Quick Step                   | m. t.      |